# Delsbo kyrka
Delsbo kyrka är en kyrkobyggnad i Delsbo. Den är församlingskyrka i Delsbo församling i Uppsala stift.

## Föregående kyrka
Redan på 1200-talet uppfördes den första stenkyrkan på platsen som hade ett smalare rakt kor i öster. Två gånger förlängdes kyrkan åt väster tills den fick måtten 40 x 8,5 meter. En sakristia i norr och två tillbyggnader i söder tillkom. I och med att socknens befolkning växte fick man bygga flera läktare i kyrkorummet. År 1740 utbröt en brand i prästgården som spred sig till klockstapeln och kyrkan och lade allt i aska.

## Nuvarande kyrka

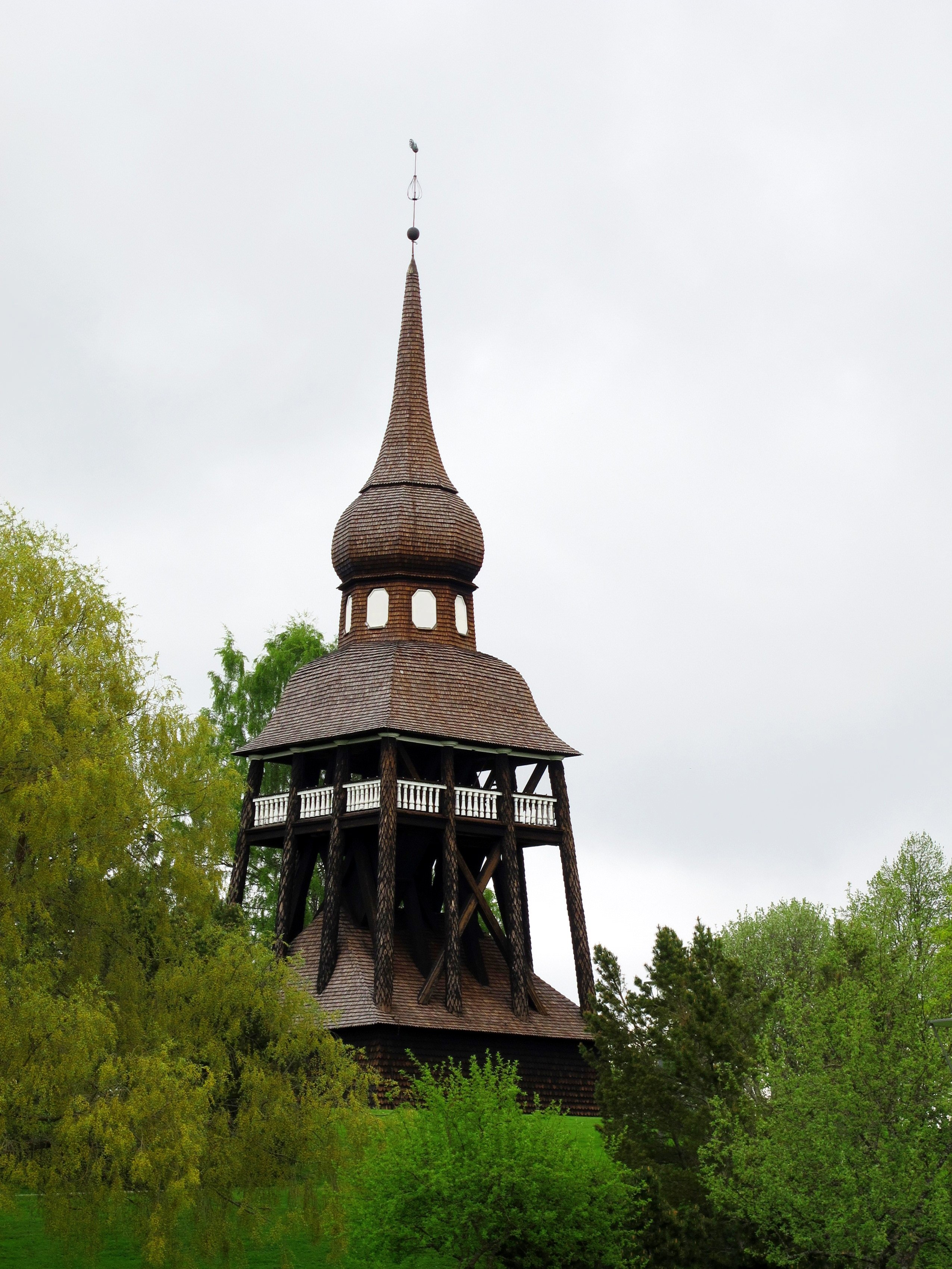
Klockstapeln vid Delsbo kyrka.

En ny kyrka utan torn byggdes åren 1740-1741 under ledning av Anders Olofsson Romberg från Leksand. En klockstapel byggdes till 1742 av bonden Jonas Eriksson från Delsbo. Under åren 1892-1893 byggdes kyrkan om till en treskeppig basilika vilket är en ovanlig byggnadstyp i Sverige. Äldre murarna revs ned till fönstrens underkant och kyrkan återuppfördes på dessa. Ritningarna till ombyggnaden var utförda av arkitekterna Carl Axel Ekholm och Fritz Eckert. Första söndagen i advent 1893 återinvigdes kyrkan i sin nuvarande form. 1938 genomfördes en invändig restaurering efter förslag av arkitekt Einar Lundberg. Väggarnas kalkfärgsmålade puts rengjordes med limpa. Koret försågs med glasmålningar av Gunnar Torhamn. Elektrisk belysning installerades. En invändig renovering genomfördes 1973 följer ett åtgärdsförslag av professor Sven Ivar Lind. I viss mån återgick man till 1893 års interiör.

## Inventarier
- Delsbo kyrka har två Grönlundsorglar. En kororgel byggd 1975 och en läktarorgel byggd/ombyggd 1958.
- I kyrkan finns även flera medeltida skulpturer, bland annat en av Jungfru Maria.
- En dörring med runskrift härstammar troligen från 1200-talet.
- Nuvarande predikstol är tillverkad 1892 efter ritningar av Fritz Eckert och har bilder utförda 1938 av Gunnar Torhamn.
- Vid en renovering 1973 fick kyrkan ett fristående altare av trä.
- Sakramentsskåp och kredensbord från 2019 ritat av km Joakim Johansson.
- Barnens altarskåp i form av Delsbo kyrka, från 2022 och ritat av km Joakim Johansson.

### Orgel
- 1660 byggdes ett orgelverk av Petter Hansson Thel med 10 stämmor och kostade 900 daler. 1724 flyttades orgeln till en nybyggd läktaren. Den utökades samma år med trumpet av Johan Christopher Beijer. Orgelverket togs ned 1739.
- 1739 byggde Olof Hedlund, Stockholm en orgel med 10 stämmor. Den kostade 4700 daler och läktaren utvidgades. Orgeln förstördes i en brand 1740.
- 1746 byggde Olof Hedlund en ny orgel och utökade den med 6 stämmor i pedalen för 4300 daler. Orgeln reparerades 1755 av Jonas Gren och Petter Stråhle, Stockholm. Orgeln hade 4 bälgar.

| Manual              | Pedal         |
| Kvintadena 16'      | Untersats 16' |
| Principal 8'        | Principal 8'  |
| Oktava 4'           | Oktava 4'     |
| Flachflöjt          | Rauskvint 4'  |
| Rörflöjt            | Basun 16'     |
| Kvinta 3'           | Trumpet 8'    |
| Oktava 2'           |               |
| Sesquialtera 2 chor |               |
| Mixtur 4 chor       |               |
| Trumpet 8'          |               |
| Trumpet 4'          |               |

- 1916 byggde Erik Henrik Erikson, Gävle, en orgel med 18 stämmor, två manualer och pedal.
- Den nuvarande orgeln byggdes 1958 av Grönlunds Orgelbyggeri AB, Gammelstad. Orgeln är mekanisk med slejflådor. Den har ett tonomfång på 56/30. Fasaden är från 1745 års orgel.

| Bröstverk I       | Huvudverk II          | Öververk III     | Pedal                | Koppel |
| Gedackt 8´ (1660) | Kvintadena 16´ (1745) | Gedacktpommer 8' | Principal 16´ (1916) | I/P    |
| Principal 4'      | Principal 8´ (1745)   | Rörflöjt 4'      | Subbas 16' (1745)    | II/P   |
| Kvintadena 4'     | Rörflöjt 8' (1916)    | Principal 2'     | Oktava 8' (1745)     | III/P  |
| Gemshorn 2'       | Oktava 4'             | Sifflöjt 1'      | Rörgedackt 8' (1916) | I/II   |
| Nasat 1 1⁄3'      | Spetsflöjt 4'         | Cymbel III       | Hålflöjt 4' (1916)   | III/II |
| Scharf III        | Kvinta 2 2⁄3'         | Dulcian 8'       | Nachthorn 2'         |        |
| Rankett 16'       | Oktava 2'             | Tremulant        | Mixtur V             |        |
| Krumhorn 8'       | Mixtur IV-V           |                  | Basun 16'            |        |
| Tremulant         | Trumpet 8'            |                  | Skalmeja 4'          |        |
| Crescendosvällare |                       |                  |                      |        |

#### Kororgel
En kororgel köptes in 1982 från Hedlundakyrkan, Umeå. Orgeln var byggd 1968-1969 av Grönlunds Orgelbyggeri AB, Gammelstad. Orgeln var mekanisk med slejflådor. Tonomfånget var på 56/30.
| Manual       | Pedal      | Koppel  |
| Gedackt 8´   | Subbas 16' | Man/Ped |
| Principal 4' |            |         |
| Rörflöjt 4'  |            |         |
| Waldflöjt 2' |            |         |
| Cymbel II    |            |         |